# Čučuge
Čučuge (Servisch cyrillisch Чучуге) is een plaats in de Servische gemeente Ub. De plaats telt 463 inwoners (2002).